# Nicolas Ruffieux
Pour les articles homonymes, voir Ruffieux (homonymie).
Nicolas Ruffieux, né le 3 janvier 1919 et mort le 10 novembre 1997, est un musicien, chef de chœur, éditeur et assureur vaudois.

## Biographie
Nicolas Ruffieux est assureur à plein temps et musicien par passion. Sans véritable formation musicale, hormis des cours de violon pendant son enfance, il commence une carrière de chef de chœur amateur, tardivement, dans les milieux scout, lorsqu'il crée, en 1948, la chorale mixte Plein Vent. 
Proche de César Geoffray, musicien français, chef de chœur et fondateur du mouvement choral international « À Cœur Joie », il est nommé par ce dernier pour en créer la section suisse. Regroupant vingt-cinq chorales et totalisant mille deux cents membres, « À Cœur Joie Suisse » s'attache à promouvoir le chant choral par l'édition, l’enseignement et les concerts publics. Par ce biais, Nicolas Ruffieux permet non seulement à de nombreuses formations d'avoir accès à un répertoire enfin popularisé, mais aussi à des compositeurs romands de se faire connaître. Nicolas Ruffieux dirige également la chorale de la police de Lausanne entre 1965 et 1980, ainsi que la « chanson de Lausanne. » Il est enfin connu pour être le premier en Suisse romande à avoir apporté les chansons harmonisées de Félix Leclerc ou Gilles Vigneault.
Nicolas Ruffieux décède le 10 novembre 1997 des suites d'une longue maladie. Actif jusqu'à la fin, il dirige en public jusqu'en décembre 1996. Sa fille, Catherine Débois-Ruffieux, reprend alors la direction de la chorale Plein Vent.

## Sources
- « Nicolas Ruffieux », sur la base de données des personnalités vaudoises sur la plateforme « Patrinum » de la Bibliothèque cantonale et universitaire de Lausanne.
- Barrelet, Alexandre, « Hommage au charisme de Nicolas Ruffieux », 24 Heures, 1998/05/07.